# Routing Information Protocol
RIP (tiếng Anh: Routing Information Protocol) là một giao thức định tuyến bên trong miền sử dụng thuật toán định tuyến distance-vector. RIP được dùng trên Internet và phổ biến trên môi trường NetWare như phương thức trao đổi thông tin định tuyến giữa các bộ định tuyến. Giao thức định tuyến chuẩn Internet OSPF (Open Shortest Path First) là một phiên bản kế thừa của RIP.
-RIP có hai phiên bản là RIPv1 và phiên bản mới hơn là RIPv2
-Đây là một giao thức dạng Vector khoảng cách
-Nó chọn đường đi theo số nút mạng đi qua(# of hops, Max =15 hops).
RIP chọn đường dạng DV(bạn của bạn là bạn).
-RIP trao đổi thông tin theo cách sau:
+Trao đổi bảng chọn đường.
+Định kỳ.
- Các vector khoảng cách được trao đổi định kỳ mỗi 30s
- Mỗi thông điệp chứa tối đa 25 mục
- Trong thực tế nhiều thông điệp được sử dụng

+Sự kiện.
- gửi thông điệp cho nút hàng xóm mỗi khi có thay đổi
- Nút hàng xóm sẽ cập nhật bảng chọn đường của nó.

-Các bộ đếm thời gian của RIP:
+Update timer:
- Dùng để trao đổi thông tin cứ 30s

+Invalid timer
- Khởi tạo lại mỗi khi nhận được thông tin chọn đường
- Nếu sau 180s mà không nhận được thông tin thì chuyển sang trạng thái Hold Down

+Hold down timer
- Giữ lại trạng thái Hold Down trong 180s
- Chuyển sang trạng thái Down

+Flush timer
- Khởi tạo lại mỗi khi nhận được thông tin chọn đường
- Sau 120s xóa mục tương ứng trong bảng chọn đường